# Homalopoma subobsoletum
Homalopoma subobsoletum är en snäckart som beskrevs av Willett 1937. Homalopoma subobsoletum ingår i släktet Homalopoma och familjen turbinsnäckor. Inga underarter finns listade i Catalogue of Life.